# Gerry Ward
Gerald W. « Gerry » Ward, né le 6 septembre 1941 dans le Bronx, à New York, est un ancien joueur américain de basket-ball. Il évolue durant sa carrière au poste d'arrière.

## Palmarès
- Champion NBA en 1965 avec les Celtics de Boston